# Milan Škampa
Milan Škampa (Prága, 1928. június 4. – Prága, 2018. április 14.) cseh brácsaművész, egyetemi tanár.

## Élete
1941-től tanult hegedülni a Prágai Konzervatóriumban Ladislav Černýnél. 1944-ben már 16 évesen a Cseh Rádió szólistája volt. A második világháború után érte el első sikereit nemzetközi versenyeken: 1947-ben Prágában, 1951-ben Berlinben szerepelt sikerrel. 1956-ban Antonin Kohout hívására a Smetana Kvartett tagja lett. Jaroslav Rybenský helyére lépett be, aki brácsás volt a vonósnégyesben, így Škampának gyorsan meg kellett tanulnia brácsázni. A kvartettben végzett munkájával párhuzamosan pedagógiai tevékenységeket is folytatott a Prágai Konzervatóriumban.

## Családja
Testvére Mirko Škampa (1935) csellóművész.